# Stagonospora calystegiae
Stagonospora calystegiae är en svampart som beskrevs av Koshk. 1961. Stagonospora calystegiae ingår i släktet Stagonospora och familjen Phaeosphaeriaceae.   Inga underarter finns listade i Catalogue of Life.